# 等松農夫蔵
等松 農夫蔵（とうまつ のぶぞう、1896年（明治29年）4月25日 - 1980年（昭和55年）12月28日）は、日本の海軍軍人（主計科士官）。海軍経理学校6期。最終階級は海軍主計少将。戦後は公認会計士となり、有限責任監査法人トーマツを創設した。

## 人物・来歴
群馬県高崎市吉井町（旧吉井町）出身。幼年期に判事であった父・金作を亡くし、叔父一家に引き取られる。群馬県立富岡中学校（現・群馬県立富岡高等学校）を経て、海軍経理学校を1917年に卒業（6期）、海軍主計少尉候補生を命じられる。遠洋航海を経て、1918年、戦艦「扶桑」乗組。1919年、海軍主計少尉に任官。1920年、海軍主計中尉に進級。1922年、遠洋航海の指導官として世界一周。1923年、 海軍主計大尉に進級。1929年、海軍主計少佐に進級。この間、東京帝国大学に3年間派遣されて法学、行政学、経済学、会計学などを学ぶ。1934年、海軍主計中佐に進級。1934 - 36年、ロンドンに駐在し欧州各国軍の主計制度を研究。1937 - 38年、海軍経理学校教官として主計科短期現役士官制度（短現）の創設に尽力し、教科書として『軍政学』を執筆。1939年、海軍主計大佐に進級。1940 - 41年、第十一航空艦隊主計長。1942年、空技廠支廠会計部計算課長。1945年、海軍主計少将に進級し、第一技術廠会計部長。敗戦時には横須賀鎮守府軍需部長。帝国海軍の官制が廃止された11月30日に予備役編入。12月1日に即日充員召集、横須賀地方復員局需品部長。1946年に召集解除、公職追放を受ける。
戦後の日本経済の発展には経理・監査業務が不可欠であると感じて独立を決意し、等松監査事務所を設立する。創設メンバーの多くは、元・海軍主計科士官であった。従来日本の企業はいわゆる「どんぶり勘定」で経営を行っており、監査という概念は希薄であった。等松の事業も当初は理解されず「そんなもんに金払う馬鹿がどこにいる」といわれるありさまであった。しかし、地道な努力で日本に監査という概念を根付かせた。1968年、青木大吉らとともに等松・青木監査法人を設立。1971年、ニューヨーク事務所開設のため米国訪問中に倒れ、それを機に第一線を引退した。1975年、トウシュ・ロス・インターナショナルへの加盟を果たした。1980年、死去、84歳。
その後、等松・青木監査法人は、1986年に監査法人サンワ事務所と合併してサンワ・等松青木監査法人となるなどの発展を続け、2018年現在は有限責任監査法人トーマツとして、4大監査法人の一角を占めている。
また、トウシュ・ロス・インターナショナルは1990年に等松の名を冠したデロイト ロス トーマツ インターナショナルに名称を変更。その後1992年にデロイト トウシュ トーマツ インターナショナルに、1998年にはデロイト トウシュ トーマツに変更、現在に至る。

## 家族・親族
- 妻・みき（1901年（明治34年）3月9日生） 
四万温泉田村旅館主・田村茂三郎の次女[2]。三輪田高等女学校卒[2]。
- 長男・岑夫（1926年（大正15年）5月20日生） 
陸軍航空士官学校出身。慶應義塾大学経済学部卒[2]。山武ハネウェル元監査役[2][3]。
- 次男・和夫（1927年（昭和2年）12月10日生） 
慶應義塾大学医学部卒[2]。医学博士、開業医[2]。
- 三男・隆夫（1932年（昭和7年）6月13日生） 
東京大学理学部教授（地球物理学）。
  - 孫・春夫（1962年（昭和37年）10月生） 
防衛大学校教授。
- 長女・さだ（1923年（大正12年）7月30日生） 
青山女学院卒[2]。夫の池田氏は陸上自衛隊元勤務[2]。
- 次女・まさ（1925年（大正14年）2月3日生）
府立第八高等女学校卒[2]。夫は元興銀勤務でアマチュア野球選手の山崎諭[2]。